# Valpuiseaux
Valpuiseaux é uma comuna francesa na região administrativa da Ilha-de-França, no departamento de Essonne. Estende-se por uma área de 18,7 km². Em 2010 a comuna tinha 626 habitantes (densidade: 33,5 hab./km²).